# بروكلاند
بروكلاند (بالإنجليزية: Brookland, Arkansas)‏ هي مدينة تقع في مقاطعة كريغ هيد، أركنسو بولاية أركنساس في الولايات المتحدة. تبلغ مساحتها 5.31 (كم²)، وترتفع عن سطح البحر 80 م، بلغ عدد سكانها 1642 نسمة في عام 2010 حسب إحصاء مكتب تعداد الولايات المتحدة وتصل الكثافة السكانية فيها 310 نسمة/كم2.

## التركيبة السكانية
حدّد مكتب تعداد الولايات المتحدة بيانات التركيبة السكانية لبروكلاند في تعداد الولايات المتحدة. في ما يلي، التركيبة السكانية حسب تعدادي 2000 و2010.

### تعداد عام 2000
بلغ عدد سكان بروكلاند 1,332 نسمة بحسب تعداد عام 2000، وبلغ عدد الأسر 499 أسرة وعدد العائلات 384 عائلة مقيمة في المدينة. في حين سجلت الكثافة السكانية 65.8 نسمة لكل كيلومتر مربع (170.4/ميل2). وبلغ عدد الوحدات السكنية 537 وحدة بمتوسط كثافة قدره 26.5 لكل كيلومتر مربع (68.6/ميل2).
وتوزع التركيب العرقي للمدينة بنسبة 97.52% من البيض و0.68% من الأمريكيين الأفارقة و0.38% من الأمريكيين الأصليين و0.68% من الأعراق الأخرى و0.75% من عرقين مختلطين أو أكثر و1.05% من الهسبانيون أو اللاتينيون من أي عرق.
بلغ عدد الأسر 499 أسرة كانت نسبة 47.3% منها لديها أطفال تحت سن الثامنة عشر تعيش معهم، وبلغت نسبة الأزواج القاطنين مع بعضهم البعض 59.3% من أصل المجموع الكلي للأسر، ونسبة 14.4% من الأسر كان لديها معيلات من الإناث دون وجود شريك، بينما كانت نسبة 3.2% من الأسر لديها معيلون من الذكور دون وجود شريكة وكانت نسبة 23% من غير العائلات. تألفت نسبة 19.6% من أصل جميع الأسر من عدة أفراد يعيشون في نفس المنزل ونسبة 11% كانت تتألف من شخص يعيش بمفرده يبلغ من العمر 65 عاماً أو أكثر. وبلغ متوسط حجم الأسرة المعيشية 2.67، أما متوسط حجم العائلات فبلغ 3.07.
بلغ العمر الوسطي للسكان 30.8 عاماً. وكانت نسبة 29.7% من القاطنين تحت سن الثامنة عشر، وكانت نسبة 9.2% بين الثامنة عشر والرابعة والعشرين عاماً، ونسبة 31.8% كانت واقعةً في الفئة العمرية ما بين الخامسة والعشرين والرابعة والأربعين عاماً، ونسبة 17.6% كانت ما بين الخامسة والأربعين والرابعة والستين، ونسبة 11.6% كانت ضمن فئة الخامسة والستين عاماً فما فوق. يوجد لكل 100 أنثى 95.0 ذكر، ويوجد لكل 100 أنثى في الثامنة عشر من عمرها فما فوق 87.2 ذكر.
بلغ متوسط دخل الأسرة في المدينة 33,125 دولارًا، أما متوسط دخل العائلة فبلغ 37,500 دولارًا. وكان متوسط دخل الذكور 27,471 دولارًا مقابل 18,864 دولارًا للإناث. وسجل دخل الفرد الخاص بالمدينة 13,744 دولارًا. وكانت نسبة 7% من العائلات ونسبة 11.1% من السكان تحت خط الفقر، وكان من هؤلاء نسبة 17.4% تحت سن الثامنة عشر ونسبة 18.7% في الخامسة والستين من العمر وما فوق.

### تعداد عام 2010
بلغ عدد سكان بروكلاند 1,642 نسمة بحسب تعداد عام 2010، وبلغ عدد الأسر 603 أسرة وعدد العائلات 453 عائلة مقيمة في المدينة. في حين سجلت الكثافة السكانية 81.1 نسمة لكل كيلومتر مربع (210.0/ميل2). وبلغ عدد الوحدات السكنية 660 وحدة بمتوسط كثافة قدره 32.6 لكل كيلومتر مربع (84.4/ميل2).
وتوزع التركيب العرقي للمدينة بنسبة 95.92% من البيض و0.55% من الأمريكيين الأفارقة و0.73% من الأمريكيين الأصليين و0.06% من الأمريكيين ذوي الأصول الآسيوية و0.55% من الأعراق الأخرى و2.19% من عرقين مختلطين أو أكثر و2.56% من الهسبانيون أو اللاتينيون من أي عرق.
بلغ عدد الأسر 603 أسرة كانت نسبة 46.9% منها لديها أطفال تحت سن الثامنة عشر تعيش معهم، وبلغت نسبة الأزواج القاطنين مع بعضهم البعض 52.9% من أصل المجموع الكلي للأسر، ونسبة 16.4% من الأسر كان لديها معيلات من الإناث دون وجود شريك، بينما كانت نسبة 5.8% من الأسر لديها معيلون من الذكور دون وجود شريكة وكانت نسبة 24.9% من غير العائلات. تألفت نسبة 19.1% من أصل جميع الأسر من عدة أفراد يعيشون في نفس المنزل ونسبة 6.6% كانت تتألف من شخص يعيش بمفرده يبلغ من العمر 65 عاماً أو أكثر. وبلغ متوسط حجم الأسرة المعيشية 2.72، أما متوسط حجم العائلات فبلغ 3.11.
بلغ العمر الوسطي للسكان 31.3 عاماً. وكانت نسبة 28.9% من القاطنين تحت سن الثامنة عشر، وكانت نسبة 11.2% بين الثامنة عشر والرابعة والعشرين عاماً، ونسبة 31% كانت واقعةً في الفئة العمرية ما بين الخامسة والعشرين والرابعة والأربعين عاماً، ونسبة 19.6% كانت ما بين الخامسة والأربعين والرابعة والستين، ونسبة 9.3% كانت ضمن فئة الخامسة والستين عاماً فما فوق. وتوزع التركيب الجنسي للسكان بنسبة 50.1% ذكور و49.9% إناث.